# 莲池乡 (永仁县)
莲池乡，是中华人民共和国云南省楚雄彝族自治州永仁县下辖的一个乡镇级行政单位。

## 行政区划
莲池乡下辖以下地区：
莲池村、查利么村、班别村、格红村、羊旧乍村和勐莲村。